# Åstjärnen (Föllinge socken, Jämtland)
Åstjärnen är en sjö i Krokoms kommun i Jämtland och ingår i Indalsälvens huvudavrinningsområde.